# Magny-Cours
Magny-Cours és un municipi francès, situat al departament del Nièvre i a la regió de Borgonya - Franc Comtat. L'any 2007 tenia 1.449 habitants. Dins els límits del municipi hi ha el Circuit de Magny-Cours d'automobilisme.

## Demografia

### Població
El 2007 la població de fet de Magny-Cours era de 1.449 persones. Hi havia 570 famílies, de les quals 150 eren unipersonals (49 homes vivint sols i 101 dones vivint soles), 202 parelles sense fills, 174 parelles amb fills i 44 famílies monoparentals amb fills.
La població ha evolucionat segons el següent gràfic:
Habitants censats

### Habitatges
El 2007 hi havia 686 habitatges, 585 eren l'habitatge principal de la família, 21 eren segones residències i 79 estaven desocupats. 591 eren cases i 92 eren apartaments. Dels 585 habitatges principals, 426 estaven ocupats pels seus propietaris, 147 estaven llogats i ocupats pels llogaters i 12 estaven cedits a títol gratuït; 3 tenien una cambra, 34 en tenien dues, 120 en tenien tres, 177 en tenien quatre i 251 en tenien cinc o més. 461 habitatges disposaven pel capbaix d'una plaça de pàrquing. A 261 habitatges hi havia un automòbil i a 262 n'hi havia dos o més.

### Piràmide de població
La piràmide de població per edats i sexe el 2009 era:
| Homes | Edats   | Dones |
| ----- | ------- | ----- |
| 4     | 95 o +  | 12    |
| 0     | 90 a 94 | 28    |
| 4     | 85 a 89 | 16    |
| 20    | 80 a 84 | 20    |
| 8     | 75 a 79 | 40    |
| 44    | 70 a 74 | 36    |
| 44    | 65 a 69 | 20    |
| 28    | 60 a 64 | 44    |
| 44    | 55 a 59 | 32    |
| 64    | 50 a 54 | 52    |
| 52    | 45 a 49 | 60    |
| 44    | 40 a 44 | 48    |
| 48    | 35 a 39 | 64    |
| 88    | 30 a 34 | 68    |
| 36    | 25 a 29 | 40    |
| 12    | 20 a 24 | 28    |
| 56    | 15 a 19 | 28    |
| 52    | 10 a 14 | 28    |
| 48    | 5 a 9   | 48    |
| 56    | 0 a 4   | 20    |

## Economia
El 2007 la població en edat de treballar era de 912 persones, 682 eren actives i 230 eren inactives. De les 682 persones actives 629 estaven ocupades (351 homes i 278 dones) i 53 estaven aturades (24 homes i 29 dones). De les 230 persones inactives 98 estaven jubilades, 58 estaven estudiant i 74 estaven classificades com a «altres inactius».

### Ingressos
El 2009 a Magny-Cours hi havia 582 unitats fiscals que integraven 1.357 persones, la mediana anual d'ingressos fiscals per persona era de 17.614 €.

### Activitats econòmiques
Dels 101 establiments que hi havia el 2007, 1 era d'una empresa extractiva, 1 d'una empresa alimentària, 10 d'empreses de fabricació d'elements pel transport, 3 d'empreses de fabricació d'altres productes industrials, 5 d'empreses de construcció, 15 d'empreses de comerç i reparació d'automòbils, 8 d'empreses de transport, 7 d'empreses d'hostatgeria i restauració, 3 d'empreses financeres, 6 d'empreses immobiliàries, 17 d'empreses de serveis, 16 d'entitats de l'administració pública i 9 d'empreses classificades com a «altres activitats de serveis».
Dels 23 establiments de servei als particulars que hi havia el 2009, 1 era una oficina de correu, 5 tallers de reparació d'automòbils i de material agrícola, 2 autoescoles, 1 paleta, 2 guixaires pintors, 1 fusteria, 2 perruqueries, 2 veterinaris, 1 agència de treball temporal, 2 restaurants, 2 agències immobiliàries, 1 tintoreria i 1 saló de bellesa.
Dels 2 establiments comercials que hi havia el 2009, 1 era un hipermercat i 1 una botiga de menys de 120 m².
L'any 2000 a Magny-Cours hi havia 27 explotacions agrícoles que ocupaven un total de 2.736 hectàrees.

### Educació
- Institut supérieur de l'automobile et des transports

## Equipaments sanitaris i escolars
L'únic equipament sanitari que hi havia el 2009 era una farmàcia.
El 2009 hi havia una escola elemental.

## Poblacions més properes
El següent diagrama mostra les poblacions més properes.